# Campaign for Nuclear Disarmament

Campaign for Nuclear Disarmament (CND) är en brittisk organisation som förespråkar kärnvapennedrustning i Storbritannien.
CND bildades 1958 och har alltsedan dess haft en framträdande roll i den brittiska fredsrörelsen. 
Antikärnvapenmärket, som antagits som en allmän fredssymbol, skapades inför en demonstration av CND 1958 och har sedan dess använts som organisationens logotyp.